# Maurice Haskell Heins
Maurice Haskell Heins (* 19. November 1915 in Boston; † 4. Juni 2015) war ein US-amerikanischer Mathematiker, der sich mit Funktionentheorie beschäftigte.
Heins studierte an der Harvard University mit dem Bachelor-Abschluss 1937 und dem Master-Abschluss 1939. Er wurde dort 1940 bei Joseph Leonard Walsh promoviert (Extremal Problems for Functions Analytic and Single-Valued in a Doubly-Connected Region). Danach arbeitete er mit Marston Morse in Princeton über topologische Methoden in der Funktionentheorie. Er war 1942 bis 1944 Assistant Professor am Illinois Institute of Technology und 1944/45 als Mathematiker bei der US Army (Chief Ordnance Office). Ab 1945 war er an der Brown University zunächst als Assistant Professor und dann mit voller Professur. 1958 wurde er Professor an der University of Illinois at Urbana-Champaign und nach der Emeritierung 1974 schließlich Distinguished Professor an der University of Maryland in College Park, wo er bis 1986 blieb.
1940 bis 1942 (als Assistent von Morse) und 1956/57 war er am Institute for Advanced Study. 1952/53 war er als Fulbright Fellow an der Sorbonne und 1979 Gastprofessor an der Universität Paris VI. 1963/64 war er Gastprofessor an der University of California, Berkeley.
Er war Fellow der American Association for the Advancement of Science und der American Mathematical Society. 1956 wurde er in die American Academy of Arts and Sciences gewählt.
Heins lebte mit seiner Frau Hadassah in Wayzata, Minnesota.

## Schriften
- Selected Topics in the Classical Theory of Functions of a Complex Variable, Holt, Rinehart and Winston 1962
- Complex Function Theory, Academic Press 1968
- Hardy Classes on Riemann Surfaces, Springer Verlag 1969
- Analytic Functions, Princeton University Press 1960
- On the Lindelöf Principle, Annals of Mathematics, 61, 1955, 440-473
- mit Marston Morse: Topological methods in the theory of functions of a single complex variable, Annals of Mathematics, Band 46, 1945, 600-624, 625-666, Band 47, 233-273